# Wiskaczoszczurek złocisty
Wiskaczoszczurek złocisty (Pipanacoctomys aureus) – jedyny gatunek gryzonia z należącego do koszatniczkowatych rodzaju Pipanacoctomys. Jest gatunkiem endemicznym i występuje jedynie w Salar de Pipanaco w departamencie Pomán prowincji Catamarca w północno-zachodniej Argentynie. Mieszka na wysokości ok. 680 m n.p.m. Zasięg występowania ograniczony jest do powierzchni około 10 km². Siedlisko porośnięte jest roślinnością słonolubną. P. aureus żywi się halofitami. Międzynarodowa Unia Ochrony Przyrody uznaje go za gatunek krytycznie zagrożony wyginięciem (CR). 

## Historia odkrycia i etymologia
Holotyp wiskaczoszczurka złocistego (dorosła samica) został złapany 6 października 1998 roku w Salar de Pipanaco w departamencie Pomán prowincji Catamarca w północno-zachodniej Argentynie. Siedlisko zostało odkryte na wysokości około 680 m n.p.m. Gatunek został po raz pierwszy opisany naukowo w grudniu 2000 roku na łamach „Occasional Papers” Museum Texas Tech University przez zespół zoologów: Michael A. Mares, Janet K. Braun, Ruben M. Barquez oraz Monica Díaz. Nazwa rodzajowa Pipanacoctomys nawiązuje do: Salar de Pipanaco – gdzie dokonano odkrycia gatunku, cyfry 8 (co jest związane z ukształtowaniem trzonowców, które w przekroju mają kształt tej cyfry) oraz greckiego mys, czyli „mysz”. Epitet gatunkowy pochodzi od łacińskiego przymiotnika oznaczającego wybarwienie w kolorze złotym. 
W 2002 roku zespół Rubena Barqueza (R. M. Barquez, D. A. Flores, M. M. Díaz, N. P. Giannini, D. Verzi) – bazując na charakterystyce morfologicznej – przedstawiał  jednak ten takson na argentyńskiej konferencji mastozoologicznej jako członka rodzaju Tympanoctomys. Brakuje jednak formalnego opisu w tym względzie. 
W 2005 Charles Arthur Woods i Charles William Kilpatrick podtrzymali pierwotną identyfikację taksonu jako P. aureus. Podobnie Milton H. Gallardo, Ricardo A. Ojeda, Claudio A. González i Carolina A. Ríos w publikacji z 2007 oraz A. A. Ojeda w publikacji Handbook of the Mammals of the World z 2016. Czerwona księga gatunków zagrożonych IUCN wymienia jednak takson pod nazwą Tympanoctomys aureus.
W wydanej w 2015 roku przez Muzeum i Instytut Zoologii Polskiej Akademii Nauk publikacji „Polskie nazewnictwo ssaków świata” gatunkowi nadano nazwę wiskaczoszczurek złocisty, rezerwując nazwę wiskaczoszczurek dla rodzaju tych gryzoni.

## Morfologia
Gryzoń średniej wielkości (długość głowy i tułowia 169–178 mm), o sierści wybarwionej na kolor blado-blond po stronie grzbietowej i kremowo-biały na części brzusznej. Ma długi (129–145 mm), owłosiony ogon zakończony pęczkiem włosów o długości 35–40 mm. Małżowiny uszne są stosunkowo małe (20–22 mm, czyli około 12% długości głowy), pokryte rzadką sierścią. Czaszka różni się nieco w budowie od innych koszatniczkowatych. Zauważalny jest specyficzny rowek dla nerwów podoczodołowych.
| Część ciała                  | wymiar (przedział) |
| ---------------------------- | ------------------ |
| długość całkowita zwierzęcia | 298–318 mm         |
| tułów z głową                | 169–178 mm         |
| ogon                         | 129–145 mm         |
| tylne łapy                   | 37–40 mm           |
| ucho                         | 20–22 mm           |

## Tryb życia
Samice P. aureus rodzą w październiku. Młode rodzą się pokryte futerkiem, oczy i uszy są otwarte już w kilka godzin po urodzeniu. Zwierzęta prawdopodobnie wiodą nocny tryb życia.

## Ekologia
Wiskaczoszczurek złocisty jest roślinożercą. W skład jego diety wchodzą głównie halofity (Heterostachys ritteriana).

### Siedlisko
Siedlisko P. aureus, o podłożu składającym się piasku ze znaczną ilością soli, porośnięte jest niskimi (do 1 m wysokości) roślinami solniskowymi. Są to komosowate krzewy: z rodzaju Heterostachys, a także Atriplex lampa i Suaeda divaricata.

## Zagrożenia
Zasięg występowania ograniczony jest do powierzchni około 10 km². Międzynarodowa Unia Ochrony Przyrody uznaje go za gatunek krytycznie zagrożony wyginięciem.